# Condado de Waupaca
O Condado de Waupaca é um dos 72 condados do Estado americano do Wisconsin. A sede do condado é Waupaca, e sua maior cidade é Waupaca. O condado possui uma área de 1 982 km² (dos quais 37 km² estão cobertos por água), uma população de 51 731 habitantes, e uma densidade populacional de 27 hab/km² (segundo o censo nacional de 2000). O condado foi fundado em 1851.